# Ya'an
 Ya'an  (en xinès simplificat: 雅安 市; en pinyin: Yǎ'ān shì) és una ciutat-prefectura a la província de Sichuan, República Popular de la Xina. A una distància aproximada de 130 quilòmetres de la capital provincial. Ya'an està situada a la zona de l'extrem occidental de la conca de Sichuan. Limita al nord amb Ngawa, al sud amb Liangshan, a l'est amb Ganzi i a l'oest amb Meishan. La seva àrea és de 15,354 km² i la seva població és d'1.540.000.
La seva temperatura mitjana és de 16 °C.

## Administració
La ciutat-prefectura de Ya'an està dividida en 1 districte i 7 comtats (xins):
- Districte de Yucheng 雨城区
- Comtat de Mingshan 名山县
- Comtat de Yingjing 荥经县
- Comtat de Hanyuan 汉源县
- Comtat de Shimian 石棉县
- Comtat de Tianquan 天 全县
- Comtat de Lushan 芦山 县
- Comtat de Baoxing 宝兴县

## Història
Anteriorment coneguda com a Yazhou-fu, la ciutat s'esmenta per primera vegada durant la dinastia Zhou. Va servir com a seu del comtat durant les dinasties Qin i Han, però va ser pres posteriorment per tribus nòmades. Després de ser reintegrada en l'Imperi xinès al segle v, va esdevenir la seu de la Prefectura Ja el 604. El modern comtat Ya'an es va establir el 1912. El panda gegant va ser trobat per primera vegada a Ya'an; Ya'an és també l'origen de plantació artificial de te del món.

## Clima[1]
| Paràmetres climàtics mitjans de Ya'an (1971-2000) | Paràmetres climàtics mitjans de Ya'an (1971-2000) | Paràmetres climàtics mitjans de Ya'an (1971-2000) | Paràmetres climàtics mitjans de Ya'an (1971-2000) | Paràmetres climàtics mitjans de Ya'an (1971-2000) | Paràmetres climàtics mitjans de Ya'an (1971-2000) | Paràmetres climàtics mitjans de Ya'an (1971-2000) | Paràmetres climàtics mitjans de Ya'an (1971-2000) | Paràmetres climàtics mitjans de Ya'an (1971-2000) | Paràmetres climàtics mitjans de Ya'an (1971-2000) | Paràmetres climàtics mitjans de Ya'an (1971-2000) | Paràmetres climàtics mitjans de Ya'an (1971-2000) | Paràmetres climàtics mitjans de Ya'an (1971-2000) | Paràmetres climàtics mitjans de Ya'an (1971-2000) |
| Mes                                               | Gen.                                              | Feb.                                              | Mar.                                              | Abr.                                              | Mai.                                              | Jun.                                              | Jul.                                              | Ago.                                              | Set.                                              | Oct.                                              | Nov.                                              | Des.                                              | Anual                                             |
| ------------------------------------------------- | ------------------------------------------------- | ------------------------------------------------- | ------------------------------------------------- | ------------------------------------------------- | ------------------------------------------------- | ------------------------------------------------- | ------------------------------------------------- | ------------------------------------------------- | ------------------------------------------------- | ------------------------------------------------- | ------------------------------------------------- | ------------------------------------------------- | ------------------------------------------------- |
| Font:                                             |                                                   |                                                   |                                                   |                                                   |                                                   |                                                   |                                                   |                                                   |                                                   |                                                   |                                                   |                                                   |                                                   |

## Terratrèmol del 20 d'abril de 2013
La matinada del dissabte 20 d'abril de 2013 va tenir lloc un Terratrèmol de magnitud M 6.6, amb epicentre a 107 km al NO de Leshan.